# Необычный случай
«Необычный случай» (эст. Tavatu lugu) — советский широкоэкранный художественный фильм 1973 года, снятый режиссёром Кальё Комиссаровым на киностудии «Таллинфильм».
Премьера фильма состоялась 1 января 1974 года в Таллине, в Москве — 29 декабря 1974 года. В Эстонии фильм посмотрели 129,4 тыс зрителей, в СССР — 3,6 млн зрителей.

## Сюжет
В маленьком эстонском городке происходит пожар в совхозном гараже, за который молодая девушка Эпп-Кай признаётся в ответственности. Однако на суде она меняет свои показания. Следователь находит истинного виновника — хулигана Арво, который поджёг гараж из-за личных мотивов. Эпп-Кай пыталась помочь Арво из любви, но узнав о его преступных действиях, она признает его вину.

## В ролях
- Кальё Комиссаров — молодой следователь (дублировал Гелий Сысоев)
- Кальё Кийск — опытный следователь (дублировал Александр Демьяненко)
- Каарел Ирд — прокурор (дублировал Игорь Ефимов)
- Юри Ярвет — психиатр (дублировал Игорь Дмитриев)
- Эльга Терасмяги — Эпп-Кай (дублировала Елена Соловей)
- Юри Влассов — Арво
- Лууле Комиссаров — Хелен
- Энн Краам — Корп
- Ита Эвер — мать Эпп-Кай
- Рене Реканд — отец
- Линнар Приймяги — староста класса
- Меэли Сыыт — классный руководитель
- Энн Клоорен — сотрудник милиции
- Аго Саллер — санитар в милиции

## Съёмочная группа
- Сценаристы: Сулев Раудсепп, Энн Реккор
- Режиссёр: Кальё Комиссаров
- Оператор: Михаил Дороватовский
- Художники: Линда Верник, Пеэтер Линцбах
- Композитор: Эйно Тамберг

Фильм дублирован на киностудии «Ленфильм».
- Режиссёр дубляжа: Иосиф Гиндин
- Звукорежиссёр: Бетти Лившиц